# Truncatella avenacea
Truncatella avenacea is een slakkensoort uit de familie van de Truncatellidae. De wetenschappelijke naam van de soort is voor het eerst geldig gepubliceerd in 1887 door Garrett.